# Softball klub Princ Zagreb
Softball klub Princ Zagreb je softbolski klub iz Zagreba.

## Klupski uspjesi
- 1993. Prvenstvo Hrvatske – 3.mjesto
- 1994. Prvenstvo Hrvatske - 2. mjesto
- 1995. Prvenstvo Hrvatske - 1.mjesto

  - Kup Hrvatske – 1.mjesto
- 1996. Prvenstvo Hrvatske  – 1.mjesto

  - Kup Hrvatske – 1.mjesto

  - Europski kup kupova, Haarlem, Nizozemska – 11. mjesto
- 1997. Prvenstvo Hrvatske  – 1.mjesto
  - Kup Hrvatske – 1.mjesto
  - Europski kup prvaka; B-grupa, Brashaat,Belgija – 6. mjesto
- 1998. Prvenstvo Hrvatske  – 1.mjesto
  - Kup Hrvatske – 1.mjesto
  - Europski kup prvaka; B-grupa, Forli', Italija  – 6. mjesto
- 1999. Prvenstvo Hrvatske  – 1.mjesto
  - Kup Hrvatske – 1.mjesto
  - Europski kup prvaka; B-grupa, Madrid – 6. mjesto
- 2000. Prvenstvo Hrvatske – 1.mjesto
  - Hrvatsko-slovenska interliga – 2.mjesto
  - Kup Hrvatske – 2.mjesto
  - međunarodni turnir, Milano, Italija – 1. mjesto
- 2001. Prvenstvo Hrvatske – 1.mjesto
  - Kup Hrvatske – 1.mjesto
  - Hrvatsko-slovenska interliga – 1.mjesto
  - Europski kup prvaka; B-grupa, Haarlem, Nizozemska – 5. mjesto
- 2002. Prvenstvo Hrvatske – 1.mjesto
  - Prvenstvo Zagreba – 1.mjesto
  - Kup Hrvatske – 1.mjesto
  - Hrvatsko-slovenska interliga – 2.mjesto (svojevoljno predali pehar bez ijedne izgubljene utakmice)
  - Europski kup kupova; A-grupa, Prag, Češka – 8. mjesto
- 2003. Prvenstvo Hrvatske – 1.mjesto
  - Prvenstvo Zagreba – 1.mjesto
  - Kup Hrvatske – 1.mjesto
  - Hrvatsko-slovenska interliga – 1.mjesto
  - Europski kup kupova - B grupa, 18. - 23. kolovoza 2003., Mannheim, Njemačka, 2. Princ Zagreb
- 2004. Prvenstvo Hrvatske – 1.mjesto
  - Prvenstvo Zagreba – 1.mjesto
  - Kup Hrvatske – 1.mjesto
  - Hrvatsko-slovenska interliga – 1.mjesto
  - POJEDINAČNE NAGRADE:
    - Interliga - najbolja bacacica - Petra Čizmić
    - Hrvatsko prvenstvo - najbolja bacačica - Petra Čizmić
    - Hrvatsko prvenstvo - MVP - Saša Havelka
- 2005. Prvenstvo Hrvatske – 1.mjesto
  - Prvenstvo Zagreba – 1.mjesto
  - Kup Hrvatske – 1.mjesto
  - Hrvatsko-slovenska interliga – 1.mjesto
  - POJEDINAČNE NAGRADE:
    - Hrvatsko prvenstvo - najbolja bacačica - Petra Čizmić
    - Hrvatsko prvenstvo - najbolja udaračica - Saša Havelka
    - Hrvatsko prvenstvo - MVP - Saša Havelka
    - EUROPSKI KUP KUPOVA, B-grupa 16. – 20.08.2005., Haarlem, Nizozemska 3. Princ Zagreb
- 2006. Prvenstvo Hrvatske – 1.mjesto
  - Prvenstvo Zagreba – 1.mjesto
  - Kup Hrvatske – 1.mjesto
  - EUROPSKI KUP POBJEDNIKA KUPOVA, B-grupa 11. – 16.09.2006.,Tuchovo, Rusija 2. mjesto Princ Zagreb
  - POJEDINAČNE NAGRADE:
    - Hrvatsko prvenstvo - najbolja bacačica - Petra Čizmić
    - Hrvatsko prvenstvo - najbolja udaračica - Mirna Ogorelec
    - Hrvatsko prvenstvo - MVP - Saša Havelka
    - Zagrebačko prvenstvo - najbolja bacačica - Petra Čizmić
    - Zagrebačko prvenstvo - najbolja udaračica - Maja Fertalić
    - Zagrebačko prvenstvo - MVP - Maja Fertalić
- 2007. Prvenstvo Hrvatske – 1.mjesto
  - Prvenstvo Zagreba – 1.mjesto
  - Kup Hrvatske – 1.mjesto
    - EUROPSKI KUP PRVAKA, B-grupa, San Marino 7. Princ Zagreb
- 2008. Fastpitch ForEVER turnir - 1. mjesto i 4.mjesto
  - Prvenstvo Hrvatske – 1.mjesto
  - Prvenstvo Zagreba – 1.mjesto
  - Kup Hrvatske – 1.mjesto
  - Interliga - 1.mjesto
    - EUROPSKI KUP PRVAKA, B-grupa 1. – 6.09.2008., Prag, Češka 4. Princ Zagreb

## Vanjske poveznice
- http://www.softball-princ.hr